# Beautiful Plateau
«Beautiful Plateau» es una canción de la banda Sonic Youth, que aparece como bonus track en la versión japonesa el álbum de 2004 Sonic Nurse. Además es un sencillo del álbum The Destroyed Room: B-sides and Rarities, publicado en 2006 por el sello francés Interscope Records en formato CD.

## Lista de canciones
| N.º  | Título              | Duración |  |
| 1.   | «Beautiful Plateau» | 3:06     |  |
| 3:06 |                     |          |  |